# Lac Frozen
Pour les articles homonymes, voir Frozen.
Le lac Frozen (en anglais : Frozen Lake) est un lac américain dans le comté de Boulder, dans le Colorado. Source de la Glacier Creek, il est situé à 3 532 mètres d'altitude au sein du parc national de Rocky Mountain.